# Ulrike Draesner

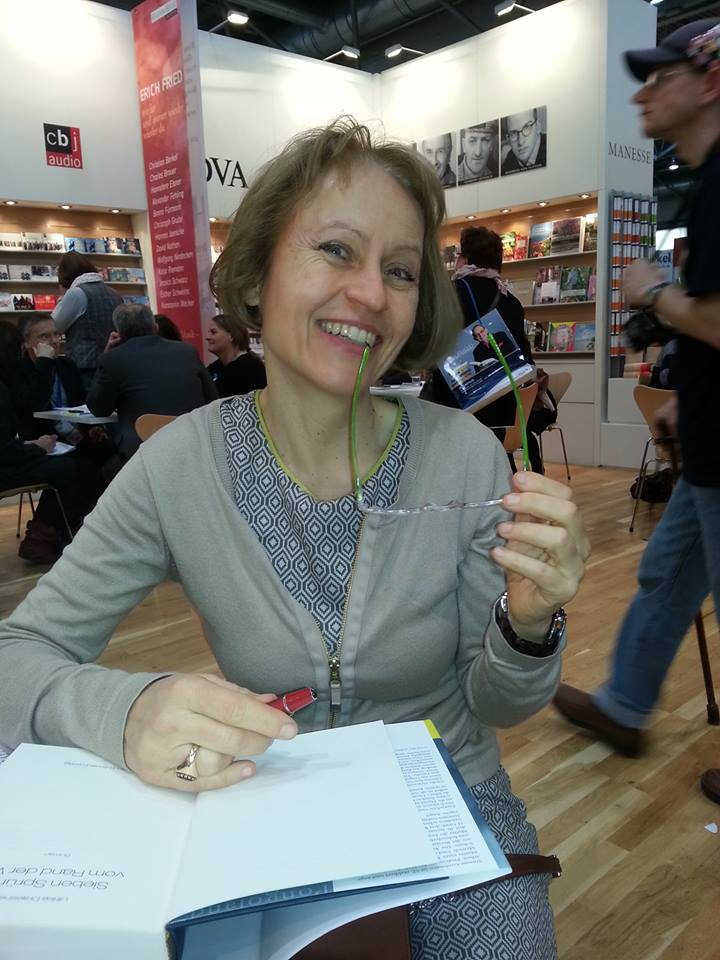
Ulrike Draesner à la Foire du livre de Leipzig (2014)

Ulrike Draesner, née le 20 janvier 1962 à Munich, est une femme de lettres allemande,	
romancière, poétesse, traductrice, critique littéraire.